# Izzie Stevens
Isobel "Izzie" Stevens je izmišljeni lik iz serije Uvod u anatomiju koju igra glumica Katherine Heigl. Zajedno s ostalim likova iz serije, Izzie isprva radi u bolnici kao kirurški stažist, a kasnije kao i specijalist. 
Ispočetka, Izzie je bila smatrana običnim modelom koja ne pripada svijetu kirurga te se često s pojedinim likovima nije slagala. Kako se radnja serije dalje odvijala, Izzie je pokazala svoje pravo znanje i zajedno s ostalim stažistima na kraju 3. sezone položila ispit i završila svoje godine stažiranja te postala specijalist.

## Izzie kroz seriju
Njezin lik je kroz čitavu seriju bio u određenim ljubavnim problemima s različitim muškarcima. Iako su ona i George O' Malley najbolji prijatelji, u više navrata se između njih osjećala drugačija ljubav što je kasnije rezultiralo rušenju veze Georgeom i još jedne doktorice u bolnici, Callie Torres.
U 2. sezoni, ulazi u vezu s pacijentom Dennyjem Duquetteom koji je teško bolestan. Nakon što je prerezala žicu koja je držala Dennyja na životu, Denny umre te Izzie odluči na neko vrijeme napustiti bolnicu. Denny joj ostavlja 8,7 mil. dolara. Izzie se kasnije vraća u bolnicu, ali pod nadzorom drugih stažista i rezidenata. Tijekom 5. sezone, Denny se vraća u seriju kao njezina halucinacija koju ona počinje smatrati predznakom smrti. 
Osim tih likova, Izzie, nakon kratkih afera, ulazi u ozbiljnu vezu s dr. Alexom Karevom. U 5. sezoni, točnije u 100. epizodi, Alex i Izzie se vjenčaju. Međutim, i prije njihovog vjenčanja, Izzie je dijagnosticiran melanom koji se kasnije širi na ostale dijelove tijela. Nakon izvršene operacije, Izzie dobije izvještaj da su potpuno uklonili tumor iz tijela. Nakon toga, doživljava gubitak pamćenja koji se dešava svake pola minute što zabrine Alexa.
Na kraju dvosatne završnice 5. sezone, njezino pamćenje se potpuno vraća, ali uskoro gubi svijest nakon čega EKG počinje pokazivati znakove da umire. Iako je potpisala ugovor da je ne oživljavaju ako se desi navedeno, šef bolnice, dr. Webber ga zanemaruje te počnu oživljavati Izzie. U međuvremenu, druga ekipa pokušava spasiti Georgea kojeg je udario autobus i zadao rane do granice da ga nisu uspjeli isprva prepoznati. 
Epizoda završava s Izzienim ulaskom u lift u maturalnoj haljini koju je imala u epizodi kada je Denny umro te njezinim susretom s Georgeom. Službeno je objavljeno da je T. R. Knight napustio seriju, stoga se George nije pojavio u 6. sezoni. Izzie Stevens je preživjela, no ipak je napustila Seattle Grace nakon otkaza.

## Nagrade za lik
Iako je Katherine Heigl bila nominirana za nagradu Emmy 2008. godine, odbila ju je navodeći za razlog nedostatak razvoja njezinog lika kroz seriju, ali je dobila nagradu 2007. godine za istu ulogu.